# SPL 2 : A Time for Consequences
Série
SPL: Sha po lang
(2005)
Pour plus de détails, voir Fiche technique et Distribution.
SPL 2: A Time for Consequences (杀破狼II, Saat po long 2) est un film d'action sino-hongkongais réalisé par Soi Cheang et sorti en 2015 en deux versions, 3D et non-3D.
Il raconte l'histoire d'un policier hongkongais (Wu Jing) qui tente de démanteler un trafic d'organes mais qui est enlevé et envoyé dans une prison en Thaïlande.
Suite de SPL : Sha po lang (2005), il ne partage cependant avec lui ni les personnages, ni la continuité scénaristique. Le volet suivant de la série, Paradox, sort en 2017, avec de nouveaux personnages différents.

## Synopsis
Kit (Wu Jing), un policier hongkongais, devient toxicomane pour infiltrer un syndicat du crime qui enlève des gens et les envoie en Thaïlande où ils sont tués pour récupérer leurs organes. Le cerveau derrière le syndicat, Mr. Hung (Louis Koo), a une maladie cardiaque rare et doit subir une transplantation pour survivre. Son frère cadet (Jun Kung (en)) est le donneur idéal pour un cœur.
Lorsque Hung envoie ses hommes enlever son frère, la situation déraille et une fusillade éclate parce que la police a été informée par Kit du plan des ravisseurs. Le frère de Hung est blessé lors de la fusillade mais est secouru par la police. Kit, en revanche, s'échappe avec les ravisseurs mais sa couverture est grillée. Les hommes de Hung tuent l'ami de Kit et assomment ce-dernier avant de l'envoyer dans une prison en Thaïlande. Le directeur général, Ko Chun (Zhang Jin), travaille pour Hung et garde en vie les victimes enlevées dans la prison avant qu'elles ne soient tuées pour leurs organes. Kit est condamné à une peine d'emprisonnement à perpétuité.
En prison, il tente de s'évader deux fois et se bat avec le gardien de prison Chatchai (Tony Jaa) mais finit par être maîtrisé à chaque fois. La fille de Chatchai a une leucémie et doit subir une greffe de moelle osseuse pour survivre. Chatchai est témoin des activités illégales et de la brutalité de Ko Chun mais se force à rester silencieux car il ne veut pas perdre son emploi. Le donneur qui a accepté de donner de la moelle osseuse à la fille de Chatchai est Kit.
De retour à Hong Kong, Hung se révèle à l'oncle et superviseur de Kit, Wah (Simon Yam), qui surveille de près le frère de Hung à l'hôpital. Hung propose à Wah de lui rendre son frère en échange de Kit. Bien que Wah soit d'abord d'accord, il change d'avis plus tard et cache le frère de Hung dans la maison de son ami. Il laisse ensuite ses subordonnés garder le frère de Hung pendant qu'il traque l'emplacement de Kit en Thaïlande et s'y rend. Hung, en colère, envoie alors son bras droit Ah-Zai, un dangereux assassin armé d'un couteau, poursuivre les subordonnés de Wah et les tuer et récupérer son frère. Ah-Zai assassine facilement tous les policiers qu'il aperçoit et prend une photo du frère de Hung qu'il remet à ce dernier.
En Thaïlande, Wah soudoie Kwong (Ken Lo), le collègue de Chatchai, et entre en prison pour trouver Kit. Peu de temps après que Kit et Wah se sont retrouvés, ils sont découverts par Ko Chun, qui les capture et ordonne à Chatchai et Kwong de les escorter jusqu'à la cachette où les victimes sont tuées et leurs organes prélevés. Sur place, Kit et Wah se libèrent et se frayent un chemin. D'un autre côté, Chatchai et Kwong changent d'avis et retournent aider Kit et Wah. Kit, Wah et Kwong parviennent à s'échapper malgré de très graves blessures pendant le combat, et Chatchai est capturé par les hommes de Ko Chun, qui le ligotent et le torturent.
Pendant ce temps, le frère de Hung est emmené dans un centre médical en Thaïlande pour une opération cardiaque. Cependant, Kit fait irruption dans le centre médical, bat Ah-zai en duel en lui cassant les membres et prend Hung en otage. Il demande ensuite à Ko Chun de lui apporter Chatchai en échange de Hung. Une bagarre éclate lorsque Ko Chun et ses hommes se présentent avec Chatchai. Kit et Chatchai font équipe et vainquent tous les hommes de Ko Chun. Dans le même temps, Hung se libère de ses contraintes et attaque son frère, mais son état de santé se détériore et il devient aveugle en conséquence. Il meurt en disant à son frère de ne pas avoir peur pour lui.
Kit et Chatchai ne sont apparemment pas à la hauteur de Ko Chun après l'avoir engagé dans un long combat. À un moment donné, Chatchai est assommé après avoir été poignardé par Ko Chun, qui continue ensuite à frapper Kit contre la fenêtre jusqu'à ce que le verre se brise. Alors qu'il est inconscient, Chatchai a une vision de sa fille en danger et se lève immédiatement avant d'envoyer Ko Chun par la fenêtre. Cependant, quand il se rend compte que Kit est également tombé par la fenêtre, il jette une chaîne pour que Kit s'accroche, mais c'est Ko Chun qui l'attrape à la place. Kit attrape ensuite la cravate de Ko Chun et l'étrangle finalement à mort. Chatchai tend la main et ramène Kit en lieu sûr. Le film se termine sur la fille de Chatchai devenue grande et racontant qu'elle a eu la greffe et se souvient que son père l'étreignait pendant que Kit regarde de loin.

## Fiche technique
- Titre original : 杀破狼II
- Titre international : SPL 2: A Time for Consequences
- Réalisation : Soi Cheang
- Scénario : Wong Ying et Jill Leung
- Production : Wilson Yip et Paco Wong
- Sociétés de production : Sun Entertainment Culture Ltd, Sil-Metropole Organisation, Polybona Films, Maximum Gain Kapital Group et Tin Tin Film Production
- Société de distribution : Bravos Pictures
- Pays d’origine :  Chine et  Hong Kong
- Langue originale : cantonais, mandarin, thaï
- Format : couleur
- Genres : action
- Durée : 120 minutes
- Date de sortie :
  -  Chine,  Hong Kong et  Malaisie : 18 juin 2015
  -  Singapour : 2 juillet 2015
  -  Thaïlande : 16 juillet 2015
  -  Corée du Sud : 20 novembre 2008
  -  Japon : 1er août 2009

## Distribution
- Tony Jaa : Chatchai, un gardien prison thaïlandais
- Wu Jing : Kit, un policier hongkongais
- Simon Yam : Wah, l'oncle et superviseur de Kit
- Zhang Jin : Ko Chun, le directeur de la prison thaïlandaise
- Louis Koo : Mr Hung, le chef du syndicat du crime
- Ken Lo : Kwong, un collègue de Chatchai
- Jun Kung (en) : Hung Man-biu, le frère cadet de Mr Hung
- Dominic Lam (en) : Cheung Chun-tung, le supérieur de Wah
- Babyjohn Choi : Kwok Chun-yat, un subordonné de Wah
- Wilson Tsui : Dai-hau, un subordonné de Wah
- Unda Kunteera Yhordchanng : Sa, la fille de Chatchai
- Candy Yuen (en) : Fong Wing-kum, la femme de Hung Mun-biu
- Philip Keung : Fan Ging-hung, le chef d'un réseau de contrebande
- Eddie Pang : Un homme de main de Hung
- Zhang Chi : Ah-zai, l'assassin au couteau au service de Hung

## Production
Doté d'un budget de 23 millions US$, le tournage commence le 1er mai 2014 et s'achève le 6 septembre 2014,,.

## Sortie
La première bande-annonce est diffusée le 23 mars 2015 et le film sort en salles à Hong Kong et en Chine le 18 juin 2015.

## Accueil

### Box-office
Le film récolte environ 43,36 millions US$ de recettes au cours de son premier week-end de quatre jours, faisant ses débuts au deuxième rang du box-office chinois derrière Jurassic World et à la troisième place mondiale derrière Jurassic World et Vice-versa.

### Critiques
Sur Rotten Tomatoes, le film bénéficie d'un score de 100% sur la base de 23 critiques, avec une moyenne de 7,17/10. Metacritic, qui utilise une moyenne pondérée, donne au film un score de 73/100 basé sur 9 critiques, indiquant « des critiques généralement favorables ».
Dans The Hollywood Reporter, Elizabeth Kerr qualifié SPL 2 de « film d'action intense et divertissant ». Joe Leydon de Variety le considère comme « un mélodrame noir d'arts martiaux qui mêle parfaitement les explosions d'émotion avec des épisodes de combats intenses ». Derek Elley de Film Business Asia (en) donne au film un score de 6/10 et le qualifie de « grand désordre éclaboussant, avec un scénario chaotique ».

## Suite
Le troisième film de la série SPL, Paradox, sort en Chine et à Hong Kong respectivement le 17 août 2017 et le 25 août 2017. Le film est réalisé par Wilson Yip tandis que Soi Cheang devient producteur et met en vedette Louis Koo, Tony Jaa et Ken Lo dans des personnages différents aux côtés de nouveaux acteurs comme Gordon Lam, Wu Yue (en) et Chris Collins. Sammo Hung, qui apparaît dans SPL : Sha po lang, est directeur des scènes d'action de Paradox.